# Sleep Dirt
Sleep Dirt (poznat i kao Hot Rats III) studijski je album američkog glazbenika Frank Zappe, koji izlazi u siječnju 1979.g. Album se nalazi na 175 mjestu Billboardove top liste pop albuma. 
Sleep Dirt je jedan od četiri albuma nakon Zappinog prekida suradnje s "Warner Brosom". Ovaj album se također nalazi na Zappinom projektu Läther, koji izlazi tek poslije njegove smrti 1996.g. kao box izdanje od četiri albuma. Pjesme se dosta razlikuju od originalne verzije u vokalnoj izvedbi i izostaju instrumentalne dionice, jedino u skladbi "Flambay" moze se ćuti originalna instrumentalna verzija.

## Popis pjesama
Sve pjesme napisao je Frank Zappa.
1. "Filthy Habits" – 7:33
2. "Flambay" – 4:54
3. "Spider of Destiny" – 2:33
4. "Regyptian Strut" – 4:13
5. "Time Is Money" – 2:48
6. "Sleep Dirt" – 3:21
7. "The Ocean Is the Ultimate Solution" – 13:18

## Izvođači
- Terry Bozzio – bubnjevi
- George Duke – klavijature, vokal
- Bruce Fowler – limena glazba
- Stephen Marcussen – mastering, ekvilajzer
- Patrick O'Hearn – bas-gitara
- Gary Panter – direktor slike
- Dave Parlato – bas-gitara
- Bob Stone – mastering, remastering, ekvilajzer
- Chester Thompson – bubnjevi
- Ruth Underwood – udaraljke, klavijature
- James "Bird Legs" Youman – bas-gitara, gitara
- Frank Zappa – gitara, udaraljke, aranžer, klavijature, vokal, producent snimanja
- Thana Harris – vokal (CD remix iz 1996.)
- Chad Wackerman – bubnjevi (CD remix iz 1996.)